# Russulau (Ort, Manetú)
Russulau (Rusulau) ist eine osttimoresische Siedlung im Suco Manetú (Verwaltungsamt Maubisse, Gemeinde Ainaro).

## Geographie und Einrichtungen
Das Dorf befindet sich im Norden der Aldeia Russulau, auf einer Meereshöhe von 1291 m. Es besteht aus einer Ansammlung mehrerer Weiler und einzeln stehenden Häusern. Im Osten liegt der Nachbarort Boro-Ulo und im Süden Dau-Lelo.
Nahe der Grenze zum Suco Manelobas im Norden steht der Sitz des Sucos Manetú. Südöstlich davon steht eine Grundschule.